# منتخب لاوس لكرة قدم الصالات
منتخب لاوس لكرة قدم الصالات هو ممثل لاوس الرسمي في المنافسات الدولية في كرة الصالات
.